# Bulbophyllum stenurum
Bulbophyllum stenurum là một loài phong lan thuộc chi Bulbophyllum.